# Eritritol
O eritritol é um adoçante obtido em larga escala pela indústria se fazendo a fermentação da sacarose.
É encontrado naturalmente em baixas concentrações em frutas e em concentrações mais elevadas em molhos de soja, vinhos, cervejas e queijos.[carece de fontes?]
Foi aprovado para uso no Brasil pela Anvisa em 2008 e a Cargill já obteve sua licença para importar o mesmo.